# Trowse Newton
Trowse Newton – wieś w Anglii, w hrabstwie Norfolk, w dystrykcie South Norfolk. Leży 3 km na południowy wschód od Norwich i 158 km na północny wschód od Londynu. Miejscowość liczy 479 mieszkańców.